# Raión de Oleksandría
Raión de Oleksandría (en ucraniano: Олександрійський район) es un raión o distrito de Ucrania en el óblast de Kirovogrado. La capital es la ciudad de Oleksandría.
Comprende una superficie de 5417,9 km².

## Demografía
Según estimación 2010, contaba con una población total de 41156 habitantes.

## Otros datos
El código KOATUU es 3520300000. El código postal 28020 y el prefijo telefónico +380 5235.